# الناخبون الأحرار
الناخبون الأحرار ( (بالألمانية: FREIE WÄHLER)‏  يُختصر (FW) حزب سياسي ألماني ينتمي إلى يمين الوسط.  نشأ الحزب كمنظمة جامعة تضم العديد من رابطات الناخبين الأحرار، رابطات الأشخاص الذين يشاركون في الانتخابات دون أن يكون لهم صفة حزب مسجل. عادة ما تكون هذه الرابطات عبارة عن مجموعات من الناخبين منظمة محليًا في شكل جمعية مسجلة. في معظم الحالات يقوم الناخبون الأحرار بحملاتهم فقط على مستوى الحكومات المحلية في الولايات، ويترشحون لمجالس المدن ورؤساء البلديات. يحقق الناخبون الأحرار أفضل نتائجهم الانتخابية في المناطق الريفية بجنوب ألمانيا، حيث يستقطبون الناخبين المحافظين الذين يفضلون القرارات المحلية على السياسات الحزبية. تنشط مجموعات الناخبين الأحرار في جميع ولايات ألمانيا . 

## لمحة تاريخية
في انتخابات ولاية بافاريا 2008 حصد الناخبون الأحرار 10,2% من الأصوات وحصل على أول 20 مقعدًا لهافي برلمان بافاريا.  ربما استفاد الحزب من وجود غابرييله باولي في قائمته، وهي عضوة سابقة في الاتحاد الاجتماعي المسيحي في بافاريا (CSU).   واقترح آخرون أن الأمر كان على العكس من ذلك.  على عكس الولايات الألمانية الأخرى، يتنافس الناخبون الأحرار في بافاريا أيضًا في انتخابات الولاية منذ عام 1998.[بحاجة لمصدر] في انتخابات الولاية لعام 2013 كرر الحزب نجاحه وحصل على 19 مقعدًا.
في انتخابات البرلمان الأوروبي 2014 في ألمانيا حصلت قائمة الناخبين الأحرار على 1,46% من الأصوات الوطنية، ومثله نائب واحدوهو أولريكه مولر،  التي انضمت إلى كتلة تحالف الليبراليين والديمقراطيين من أجل أوروبا ‏.  في في أكتوبر 2015 انضمت رايطة الناخبين الأحرار الاتحادية إلى الحزب الديمقراطي الأوروبي. 
في يونيو 2017 انضم آرني غيريك، الذي كان عضوًا في كتلة المحافظين والإصلاحيين الأوروبيين في البرلمان الأوروبي، واٌنتخب في عام 2014 ضمن قائمة حزب العائلة الألماني إلى الرابطة الاتحادية.  تركها جيريك بعد 15 شهرًا وانضم إلى التحالف C – مسيحيون من أجل ألمانيا .
في انتخابات ولاية بافاريا 2018 فاز حزب الناخبين الأحرار بـ 27 مقعدًا، ودخلوا في حكومة ائتلافية كشريك صغير لحزب الاتحاد الاجتماعي المسيحي.
بعد انتخابات البرلمان الأوروبي 2019 في ألمانيا  انضم الناخبون الأحرار بنائبين إلى كتلة تجديد أوروبا في البرلمان الأوروبي.  
في اللجنة الأوروبية للأقاليم يشارك الناخبون الأحرار بتائب واحد ضمن في كتلة تجديد أوروبا في اللجنة الأوروبية للأقاليم. 
في انتخابات ولاية راينلاند بالاتينات 2021 ، دخل الحزب برلمان ولاية راينلاند بالاتينات لأول مرة، حيث حصل على 5,4٪ من الأصوات وستة مقاعد. 
في انتخابات ولاية بافاريا 2023 زاد الناخبون الأحرار من مكاسبهم لتصل إلى 15,8% من الأصوات مما منحهم 37 مقعدًا، وأكملوا في الحكومة ائتلافية [الإنجليزية] إلى جانب حزب الاتحاد الاجتماعي المسيحي.

## الأيديولوجيا، المنصة، السياسات
حزب الناخبين الأحرار هو حزب محافظ،  يدعم نقل المزيد من السلطات إلى المستوى المحلي،  ويعارض السياسات المالية للاتحاد الأوروبي. 
من الناحية الأيديولوجية على الطيف السياسي، وصفته بعض المصادر بأنه يقع بين الحزب الديمقراطي الحر وحزب المسيحيين الملتزمين بالكتاب المقدس،  ومن قبل آخرين بين الاتحاد الاجتماعي المسيحي (CSU) وحزب البديل من أجل ألمانيا (AfD). مجمعمنتخبو أوروبا لاستطلاعات الرأي وصفه بأنه حزب وسطي.  جريدة البوليتيكو وصفته بأنه محافظ يميني شعبوي، مشيرة إلى أوجه التشابه بين خطابه وتصريحات حزب البديل من أجل ألمانيا. 

## روابط خارجية
- الموقع الرسمي لحزب الناخبين الأحرار في بافاريا